# Arts pluridisciplinaires
 (décembre 2016).
Si vous disposez d'ouvrages ou d'articles de référence ou si vous connaissez des sites web de qualité traitant du thème abordé ici, merci de compléter l'article en donnant les références utiles à sa vérifiabilité et en les liant à la section « Notes et références ».
 (décembre 2016).
L'art pluridisciplinaire est né de la position centrale de l'œuvre artistique au sein de la création contemporaine. Ce sont les besoins de sa réalisation qui vont déterminer non seulement les matériaux à utiliser, mais aussi les différents médiums artistiques nécessaires.
Il existe deux grandes tendances:
- les artistes des arts de la scène, venant d'une discipline artistique précise ou légèrement métissée qui élargissent petit à petit le champ de compétences en incorporant d'autres formes d'arts à leur art premier.
- une nouvelle vague d'artistes plasticiens (souvent issus d'écoles pluridisciplinaires) qui utilisent directement tous les arts comme des matériaux au service des œuvres qu'ils ont à créer.

## L'art pluridisciplinaire dans lesarts du spectacle
Dans les arts du spectacle, une catégorie spectacles pluridisciplinaires est présente dans beaucoup de pays au niveau de l'appareil administratif et subventionnant (en général la création en est récente et elle ne dispose que de petits budgets).
La « danse théâtre » ou « théâtre danse » (suivant que c'est un chorégraphe ou un metteur en scène de théâtre qui est à l'origine du spectacle) fait partie intégrante du pluridisciplinaire. Le nom danse théâtre est le plus souvent utilisé, puisque les plus grands praticiens de ce genre furent et sont d'ailleurs toujours des chorégraphes. 
Les  termes théâtre et danse (et cirque) découlant d'une longue et vieille tradition, sont toujours utilisés comme des catégories séparées et offre une résistance surtout due au pouvoir subsidiant, mais dans la réalité l'interpénétration de toutes les disciplines scéniques est de plus en plus fréquente et naturelle, comme d'ailleurs, mais dans une moindre mesure, celle des autres arts.